# Hoceni (gmina)
Hoceni – gmina w Rumunii, w okręgu Vaslui. Obejmuje miejscowości Barboși, Deleni, Hoceni, Oțeleni, Rediu, Șișcani i Tomșa. W 2011 roku liczyła 2794 mieszkańców.